# Ciechostowice
Ciechostowice – wieś w Polsce położona w województwie mazowieckim, w powiecie szydłowieckim, w gminie Szydłowiec. Ma status sołectwa.
Prywatna wieś szlachecka, położona była w drugiej połowie XVI wieku w powiecie radomskim województwa sandomierskiego. W latach 1975–1998 miejscowość administracyjnie należała do województwa radomskiego.
W czasie okupacji niemieckiej służący reżimowi III Rzeszy Kałmucki Korpus Kawalerii dokonał 5 sierpnia 1944 pacyfikacji wsi Ciechostowice. Pacyfikacje przeprowadzane przez Kałmuków polegały na mordowaniu mieszkańców, rabunkach i paleniu zabudowań.
Na pd.-wsch. od wsi, leżący na terenach województwa świętokrzyskiego, Rezerwat przyrody Ciechostowice o powierzchni 7,43 ha; przeważa w nim las mieszany z udziałem modrzewia polskiego.
Wierni Kościoła rzymskokatolickiego należą do parafii Podwyższenia Krzyża w Majdowie.